# Theroscopus nigriceps
Theroscopus nigriceps là một loài tò vò trong họ Ichneumonidae.